# Sachsenwald (Schiff, 1914)
Das Fahrgastschiff Sachsenwald ist ein kohlebefeuerter ehemaliger Schraubenschleppdampfer, der die Elbe in der Sächsischen Schweiz und in der Böhmischen Schweiz befährt. Er liegt während der Saison an einem rechtselbischen Anleger in Stadt Wehlen.

## Geschichte
Der Dampfer wurde 1914 in der Schiffswerft Gebr. Wiemann in Brandenburg an der Havel gebaut und unter dem Namen Ida-Erna in Betrieb genommen. Das Schiff diente hauptsächlich als Schlepper. Haupteinsatzgebiet waren die Elbe von Hamburg bis Berlin und die märkischen Wasserstraßen sowie die Oder. 1972 wurde das Schiff stillgelegt.
1980 wurde es vom heutigen Besitzer, der „Personenschiffahrt Oberelbe“, in verwahrlostem Zustand übernommen. 1985 erhielt es den Status eines technischen Denkmals. 1990 konnte es repariert und für seine neue Bestimmung als Fahrgastschiff umgerüstet werden. 1991 wurde es unter dem Namen Sachsenwald wieder in Dienst gestellt. Es dient seitdem dem saisonalen Linien- und Charterverkehr auf der Oberelbe. Der Dampfer war in der Zeit von 1995 bis 2000 an die Haveldampfschifffahrt Potsdam vermietet und kam auf der Havel zum Einsatz.
Da der Tiefgang des Schiffes die Fahrt auf der Oberelbe in den wasserarmen Sommermonaten erschwerte oder gar verhinderte, wurde das Schiff im Jahre 2004 bei der Schiffswerft Laubegast in Dresden-Laubegast durch Einfügen eines 5 m langen Mittelstücks auf 30,5 m verlängert. Dies verbesserte den Auftrieb des Schiffs und verringerte damit seinen Tiefgang um 30 cm auf maximal 1,00 m, was Fahrten auf der Oberelbe auch bei einem Niedrigwasserstand von 1,50 m Dresdner Pegel ermöglicht. Der verringerte Tiefgang brachte es allerdings auch mit sich, dass die Schiffsschraube und die Düse zunächst zu hoch aus dem Wasser kamen, was Geschwindigkeit und Manövrierfähigkeit beeinträchtigte. Dieses Problem wurde durch Fluten des hinteren Ballastraums gelöst, was den notwendigen Tiefgang am Heck herstellte und die Schraube ausreichend tief ins Wasser senkte.

## Bilder / Video

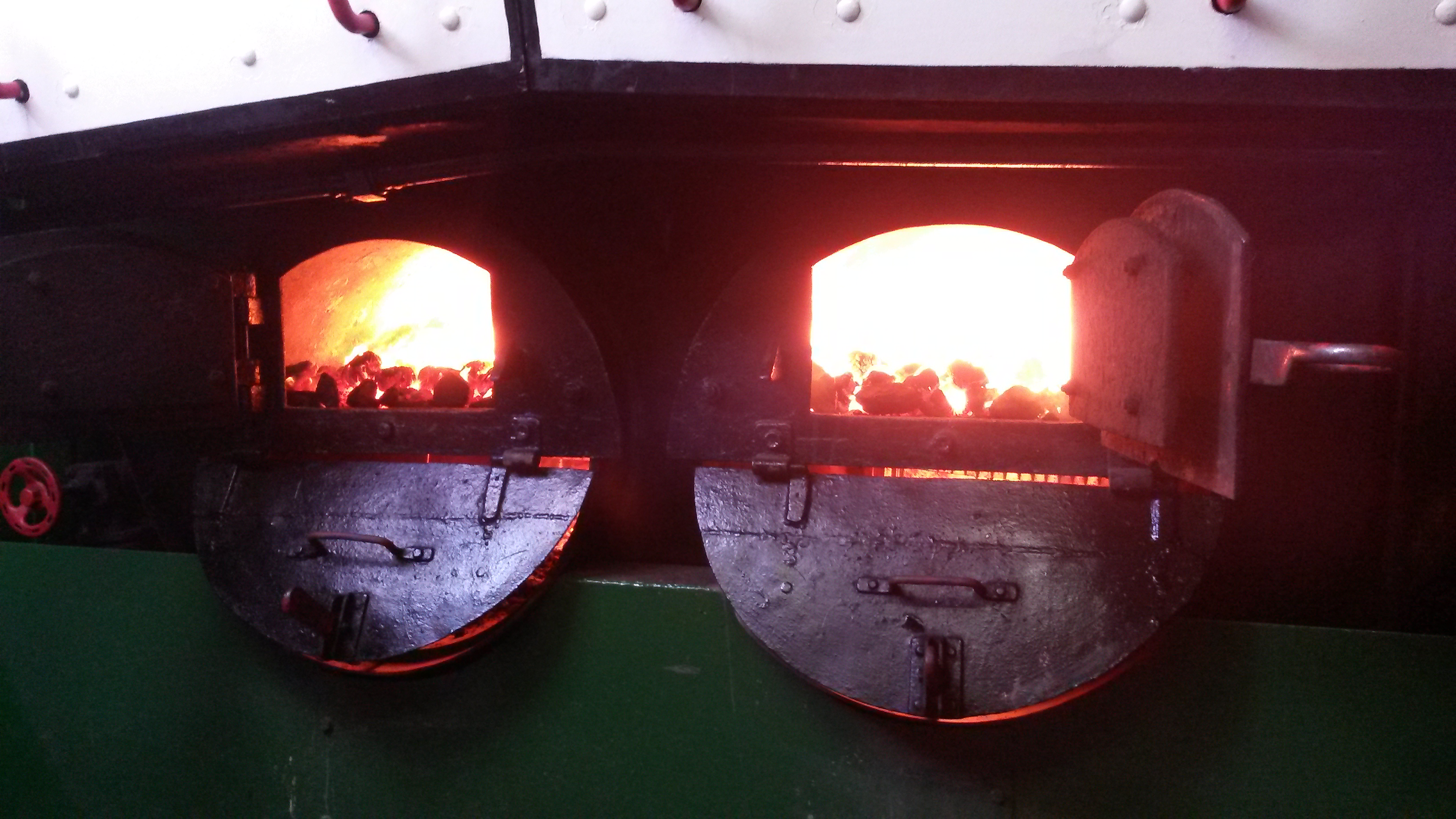
Blick in den Maschinenraum mit laufender 3-Zylinder Dampfmaschine
- Blick in den Heizraum mit geöffneten Feuerluken